# Manresa
Manresa é um município da Espanha na comarca de Bages, província de Barcelona, comunidade autónoma da Catalunha, situado a 55 km de Barcelona. Tem 41,66 km² de área e em 2021 tinha 78 192 habitantes (densidade: 1 876,9 hab./km²).

## Demografia
| Variação demográfica do município entre 1986 e 2008[carece de fontes?] | Variação demográfica do município entre 1986 e 2008[carece de fontes?] | Variação demográfica do município entre 1986 e 2008[carece de fontes?] | Variação demográfica do município entre 1986 e 2008[carece de fontes?] | Variação demográfica do município entre 1986 e 2008[carece de fontes?] |
| ---------------------------------------------------------------------- | ---------------------------------------------------------------------- | ---------------------------------------------------------------------- | ---------------------------------------------------------------------- | ---------------------------------------------------------------------- |
| 1986                                                                   | 1996                                                                   | 2004                                                                   | 2006                                                                   | 2008                                                                   |
| 65.280                                                                 | 64485                                                                  | 68505                                                                  | 71772                                                                  | 76044                                                                  |